# Lamar Patterson
Lamar Patterson (ur. 12 sierpnia 1991 w Lancaster) – amerykański koszykarz, występujący na pozycjach rzucającego obrońcy oraz skrzydłowego, obecnie zawodnik Brisbane Bullets.
W 2014 i 2015 występował w barwach Hawks podczas letniej ligi NBA.
24 lipca 2015 podpisał umowę z zespołem Atlanty Hawks. 15 lipca 2016 został zdjęty z listy zwolnień przez Sacramento Kings. 29 stycznia 2017 podpisał 10-dniową umowę z Atlantą Hawks. 26 lutego został zwolniony przez klub.
31 lipca 2017 został zawodnikiem włoskiego Fiata Torino. 25 maja 2018 podpisał umowę z chińskim Lhasa Jingtu (NBL). 30 października dołączył do australijskiego Brisbane Bullets (NBL).
30 lipca 2019 po raz kolejny w karierze podpisał umowę z australijskim Brisbane Bullets.
4 sierpnia 2020 został zawodnikiem New Zealand Breakers, występującego w australijskiej lidze NBL.

## Osiągnięcia
Stan na 12 maja 2021, na podstawie, o ile nie zaznaczono inaczej.
NCAA
- Uczestnik turnieju NCAA (2010, 2011, 2013, 2014)
- Mistrz sezonu regularnego konferencji Big East (2011)
- MVP turnieju:
  - College Basketball Invitational (2012)
  - Legends Classic (2014)
- Zaliczony do:
  - I składu turnieju Legends Classic (2014)
  - składu All-American Honorable Mention (2014 przez AP)
  - II składu:
    - ACC (2014)
    - turnieju ACC (2014)

Drużynowe
- Zdobywca pucharu Włoch (2018)
- Uczestnik rozgrywek EuroChallenge (2015)

Indywidualne
- Zaliczony do I składu australijskiej ligi NBL (2019, 2020)
- Lider strzelców chińskiej ligi NBL (2018)